# Pagus
I det antikke Rom var det latinske ord pagus (pl.: pagi) en administrativ betegnelse, der betegnede et landdistriktsområdet. Det omfattede individuelle gårde, landsbyer (vici), og fæstningsværke (oppida). Pagus stod i kontrast til civitas (pl.: civitates), som betegnede et område i en bystat. Fra Diocletians regeringstid (284–305 e.Kr.) og fremefter henviste pagus til den mindste administrative enhed i en romersk provins. Betegnelsen blev ligeledes brugt i den tidlige middelalder om geografisk områder. Disse geografiske enheder blev brugt til at beskrive territorier i de merovingerske og karolingiske perioder, uden nogen politisk eller administrativ betydning.

## Eksterne links
- Wikimedia Commons har flere filer relateret til Pagus